# Guerra de Kitus

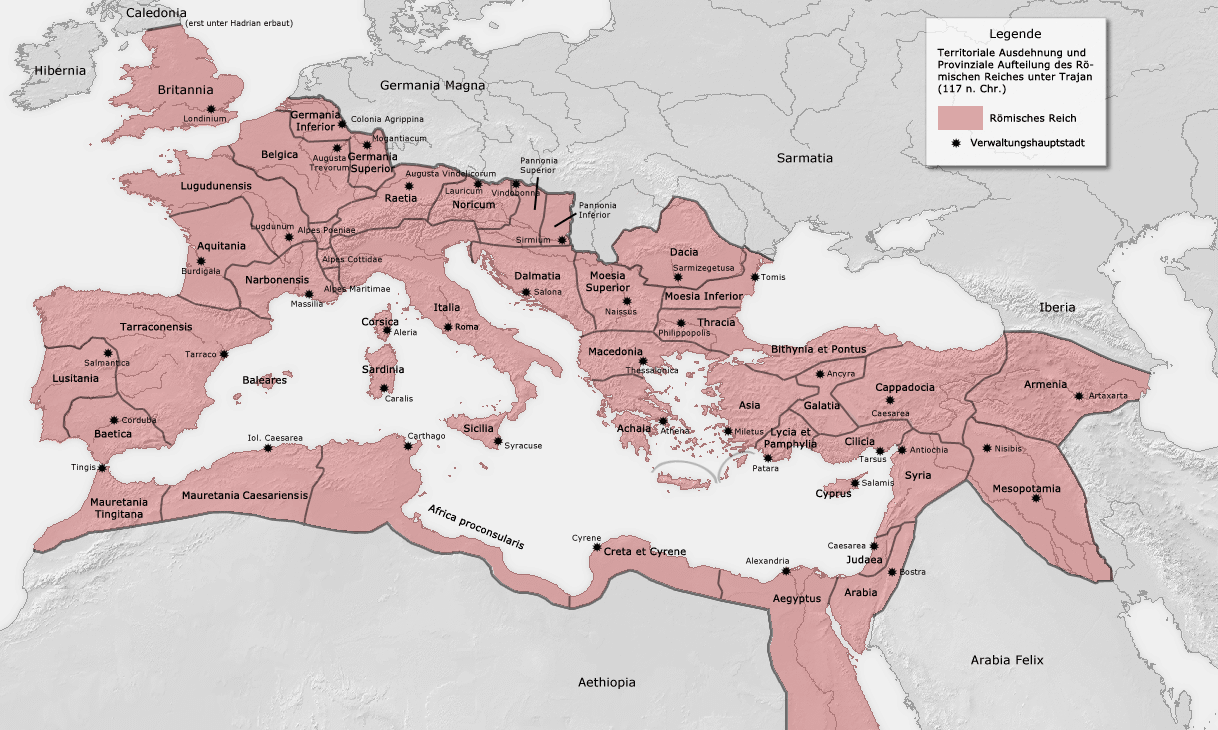
Màxima expansió de l'imperi durant Trajà

La Guerra de Kitus (115 - 117) (hebreu: מרד הגלויות méred ha-galuyot, «Rebel·lió de l'exili») és el nom donat a la segona de les guerres judeo-romanes. El nom prové del general romà Quint Lusi Quiet, qui reprimí la rebel·lió jueva.

## Antecedents
L'any 113, Trajà inicià la seva campanya militar contra l'Imperi Part, amb l'objectiu de conquerir-lo i arribar a l'Índia, com Alexandre Magne. Per tal fi, mobilitzà les legions desplegades en tot l'Imperi, deixant indefenses les ciutats conquerides del nord d'Àfrica i altres llocs. Per garantir les seves línies de comunicació i avituallament, conquerí el regne dels nabateus per tenir la ciutat de Palmira com a base per l'atac, i donada la història d'aixecaments de la província de Judea, prengué una sèrie de mesures contra els jueus, entre altres coses, els prohibí l'estudi de la Torà i l'observança del Sàbat.
Aquestes mesures causaren indignació en la població jueva, tant dins com fora del territori de Judea.

## Inici
L'any 115, l'exèrcit romà començà la seva ofensiva contra els parts, assolint la conquesta de Mesopotàmia, incloses les ciutats de Babilònia i Susa, seus de grans acadèmies jueves. Les colònies jueves d'aquestes ciutats, coneixedores de les persecucions que els seus savis patien a Judea, i valorant que vivien en un marc de llibertat religiosa des de feia 600 anys, combateren acarnissadament contra les legions romanes recolzant els parts.
Per contra, les comunitats gregues de Cirenaica (Líbia) i Xipre van atacar els barris jueus excusant-se en el suport que aquests donaven als parts. Aquest atac portà a les comunitats jueves a l'organització de la seva autodefensa i contraatac. L'historiador romà Cassi Dió no esmentà les causes i l'origen de la revolta, mentre que l'historiador eclesiàstic Eusebi de Cesarea diu: «Els jueus, dominats per un esperit de rebel·lió, s'aixecaren contra els seus conciutadans grecs».

## La revolta

### Cirene i Egipte
Els jueus de Cirene, capital de la província romana de Cirenaica, liderats per un tal Lluc (Cassi Dió l'anomena Andreas, probablement el seu nom romà) van atacar els barris grecs, destruint nombrosos temples dedicats a déus pagans com Júpiter, Apol·lo, Artemisa i Isis, i també edificis que simbolitzaven el poder romà. Segons Cassi, hi van morir prop de 200.000 romans. Simón Dubnow considera summament exagerada aquesta xifra. Eusebi, en les seves cròniques, esmenta que com a conseqüència d'aquests aixecaments, Líbia fou despoblada fins al nivell que va ser necessari fundar noves colònies diversos anys després per recuperar la població. El bisbe Sinesi, nadiu de Cirenaica, també parla de les devastacions causades pels jueus.
El moviment comandat per Lluc després es va dirigir a Alexandria, va entrar a la ciutat, abandonada per les tropes romanes amb seu a Egipte dirigides pel governador Marc Rutili Lupo, i van incendiar alguns barris de la ciutat. Tant els temples pagans com la tomba de Gneu Pompeu Magne van ser destruïts. Això va obligar Trajà a enviar noves tropes al comandament del prefecte del pretori Quint Marci Turbo per pacificar les províncies d'Egipte i Cirenaica, cosa que es va aconseguir a la tardor de l'any 117. Conseqüentment, els béns i les propietats de les comunitats jueves van ser expropiades per reconstruir les ciutats i els danys causats per l'aixecament. El seu líder Lluc presumiblement va fugir cap a Judea.

### Xipre
Els jueus, liderats per Artemion, van prendre el control total de l'illa. 
| « | Sota el lideratge de Artemion, els jueus xipriotes van participar en un gran aixecament contra els romans sota Trajà (117) i ells van reportar haver matat 240.000 grecs. (Dió Cassi LXVIII.32) | » |

Trajà va enviar la legió VII Claudia per restaurar l'ordre. L'exèrcit romà va reconquerir la capital assassinant tots els rebels i es va prohibir als jueus residir en un futur a l'illa, sota pena de mort. Fins i tot els supervivents de naufragis, si eren trobats a la platja, serien executats.

### Mesopotàmia
Una nova revolta es va aixecar a la Mesopotàmia recentment conquerida, mentre Trajà lluitava contra els parts en el golf Pèrsic. Trajà va reconquerir Nísibis (actualment Nusaybin, Turquia), Edessa (actualment Şanlıurfa, Turquia) i Selèucida (actualment suburbi de Bagdad, Iraq). En cadascuna d'aquestes ciutats hi havia antigues i importants comunitats jueves. Després de sufocar la revolta, Trajà va quedar inquiet amb la situació, i va enviar al general Luci Quiet per eliminar tots els sospitosos jueus a Xipre, Síria i Mesopotàmia, nomenant-lo procurador de la província de Judea.

## El final
La insurrecció dels jueus durant els últims anys de Trajà no havia estat totalment suprimida quan Hadrià assumeix el comandament com a emperador l'any 118. Els disturbis es van traslladar a Judea. Quiet, que estava a càrrec del govern de Judea, va detenir els germans Julià i Papo, que havien estat l'ànima de la revolta, i foren sentenciats a mort. Però ordres rebudes de Roma van causar l'execució de Quiet, salvant els germans de la pena capital. Alguns historiadors consideren que Hadrià va manar executar Quiet per ser un possible competidor per al càrrec d'emperador perquè havia estat un general molt proper a Trajà. Els fets més importants de la campanya de Quiet són esmentats en el Talmud i altres fonts rabíniques.
El nomenament d'Hadrià com a emperador i les promeses que va fer de permetre la reconstrucció del Temple de Jerusalem va portar un breu lapse de tranquil·litat a la regió, però després el seu canvi de pensament per la influència del seu entorn grec i la decisió de fundar una ciutat romana en el lloc de Jerusalem, va portar a un reinici dels disturbis que va motivar el trasllat de la legió VI Ferrata al lloc, culminant quinze anys després en la Tercera Guerra Judeo-Romana, la Revolta de Bar Kokhebà.